# 安德鲁·劳埃德·韦伯
安德鲁·洛伊·韋伯，劳埃德-韦伯男爵，KG（英語：Andrew Lloyd Webber, Baron Lloyd-Webber，1948年3月22日—），英国音乐剧作曲家。他的弟弟是大提琴家朱利安·劳埃德·韦伯。
韦伯是20世纪晚期最受欢迎也颇有争议的剧院作曲家，他为百老汇和伦敦西区剧院创作了大量的作品。他一共创作了13部音乐剧、一部音乐套歌、一组变奏曲，两首原创电影作品和一部安魂曲。他为此获得了众多的荣誉，包括7座托尼奖，3座格莱美奖，1座奥斯卡金像奖，1座国际艾美奖，7座劳伦斯·奥利弗奖，1座金球奖，14座艾弗·諾韋洛奖，以及2006年荣获的肯尼迪中心荣誉奖，還有在2008年榮獲的全英音樂獎的傑出貢獻獎。韦伯的具有代表性的歌曲有：耶穌基督超級巨星中的《I Don't Know How to Love Him》、《艾薇塔》（贝隆夫人）中的《阿根廷，別為我哭泣》（Don't Cry for Me, Argentina）、猫中的《Memory》、歌劇魅影中的《夜之樂章》（The Music of the Night），这些歌曲都广为流传，有的知名度超过了其原本的音乐剧。韦伯所经营的公司真正好集團则是伦敦地区最大的剧院运营商之一。

## 个人历史
安德鲁·劳埃德·韦伯於1948年3月22日出生在伦敦肯辛顿的音乐世家，他的父亲是音樂學家、管風琴演奏家和作曲家威廉·劳埃德·韦伯，母亲是钢琴教师简·约翰斯通（Jean Johnstone），弟弟是大提琴演奏家朱利安·劳埃德·韦伯。他在威斯敏斯特学校获得了英女皇奖学金进入牛津大学莫德林學院（Magdalen College）攻读历史专业，韦伯没有读完课程就决定将他的兴趣转向了音乐剧剧场。
他的首任妻子是Sarah Hugill。他们在1972年7月24日结婚，婚後育有两个孩子：伊莫金·劳埃德·韦伯（生于1977年3月31日）和尼古拉斯（生于1979年7月2日），这段婚姻维持了12年，两人在1983年离婚。韦伯在1984年3月22日与莎拉·布莱曼结婚，在1990年离婚。两人新婚之初，韦伯十分着迷于莎拉布莱曼的歌声，为此引发了灵感在1986年创作出音乐剧《歌剧魅影》，离婚后他们仍然保持着朋友关系。1991年2月9日韦伯和现任妻子玛德琳·古登结婚，并又添三个孩子：阿拉斯泰（Alastair，生于1992年3月3日）、威廉（生于1993年8月24日）和伊莎贝拉（生于1996年4月30日）。
安德鲁·劳埃德·韦伯在1992年被冊封为爵士；1997年，再被封為終身貴族，封号是“洛伊-韦伯男爵”（Baron Lloyd-Webber）。

## 职业生涯

### 早年
安德魯·勞埃德·韋伯的第一部音樂劇是與作詞家提姆·萊斯合作的《像我們這樣的人》，一齣以巴納德（Thomas John Barnardo）的真實故事改編的音樂劇。

### 1970年代中后期
勞埃德·韋伯與萊斯再次合作寫艾薇塔（1976），由庇隆夫人（Eva Peron）的一生改寫而成的一部音樂劇。

### 1990年代至今
愛的觀點起於1990年，一齣根據加尼特（大卫·加内特）的故事改寫而成的音樂劇，是由Don Black與哈特作詞，Trevor Nunn執導。

## 主要作品
- 1967年：与提姆·莱斯（Tim Rice）合作，完成处女作约瑟夫的神奇彩衣
- 1971年：他23岁时以摇滚音乐剧《耶穌基督超級巨星》（Jesus Christ Superstar）作曲成名
- 1978年：《艾薇塔》（Evita，另譯贝隆夫人）作曲
- 1981年：《貓》（Cats）作曲
- 1986年：《歌劇魅影》（The Phantom Of The Opera，又译歌剧院的幽灵）作曲
- 1993年：《日落大道》（Sunset Boulevard）作曲
- 1998年：《微风轻哨》（whistle down the wind）作曲
- 2005年:《白衣女人》（the woman in white）以英国小说家威尔基·科林斯Wilkie Collins的小说 The Woman In White（白衣女人）为剧情作曲
- 2010年：《歌劇魅影：愛無止盡》（Love Never Dies）與Marius de Vries（英语：Marius de Vries）、Matt Robertson（英语：Matt Robertson）、Andy Bradfield（英语：Andy Bradfield），等人合作。
- 2013年: 《史蒂芬·沃德》（Stephen Ward）以英国1963(scandal that shocked the world)年发生的著名的丑闻为题材作曲
- 2015年：《搖滾教室》對 2003年的同名電影重新譜曲。

## 轶事
自2019年以来，韦伯从未回避表达他对汤姆·胡珀改编自他的热门音乐剧《猫》电影的厌恶。韦伯于2021年10月7日接受《综艺》（Variety）杂志访谈时，狂酸该电影「完全沒有理解音乐的好处」，以至于他出生70年来，第一次出门买狗，这成为他能在狗身上找到安慰的唯一好事。韦伯表示，他曾问过一家航空公司是否可以破例，让他带着宠物一起前往纽约，理由是情绪受到了伤害，需要治疗犬的陪伴。航空公司回信说「你能证明你真的需要他吗？」，韦伯说「是的，看看好莱坞对我的音乐剧《猫》做了什么」，然后就得到航空公司批准不需要医生报告。